# Le Quesnel-Aubry
Le Quesnel-Aubry è un comune francese di 165 abitanti situato nel dipartimento dell'Oise della regione dell'Alta Francia.

## Società

### Evoluzione demografica
Abitanti censiti